# Отёк гортани
Отёк гортани (лат. oedema laryngitis) — быстрое накопление жидкости в подслизистом слое в области надгортанника, надгортанных складок и голосовых связок, в результате которого сильно уменьшается голосовая щель, нарушается функция гортани и развивается кислородное голодание.
Развитию отёка гортани способствует воспалительный процесс, протекающий в ней самой или глотке. Появиться отёчность может и из-за развития многих заболеваний. Иными словами, состояние не является самостоятельным и всегда свидетельствует о наличии иных проблем.

## Причины отека
В медицине патология имеет два вида: не воспалительного характера и воспалительного. Ко второму виду можно отнести:
- развитие гнойных процессов в носоглотке;
- воспалительный процесс в хрящах;
- инфекционные заболевания, например, сифилис или туберкулёз;
- острые инфекции, например, корь, скарлатина и прочее[1].

Причиной не воспалительного отёка становится механическое повреждение, а также застревание инородного предмета. Подобные состояния чаще встречаются у маленьких детей, когда по неосторожности они глотают мелкие детали.
Отнести к не воспалительным причинам можно и аллергию, возникает которая как ответная реакция организма на вещества или что-то ещё.
Из-за отёка гортани появляется цианоз и варикозное расширение вен, бурно нарастающая дыхательной одышки с хрипами в гортани. 

## Симптомы
Один из симптомов отёка — лающий кашель. Определить, что гортань отёкшая, можно по следующим признакам:
- постоянно нарастающее удушье;
- хриплость в голосе;
- боль при глотании;
- ощущения инородного тела[2][3].

Больному трудно не только вдыхать воздух, но и выдыхать. Отекает язычок, мягкое нёбо и нёбные миндалины. В случае отёка Квинке симптомы будут теми же, однако к ним присоединится отёк на лице, губах и других частях тела.

## Первая помощь
При появлении отёка гортани, первое, что нужно сделать — вызвать скорую помощь, в противном случае больной может умереть. До её приезда следует принять целый ряд необходимых мероприятий:
1. Освободить шею. Для того, чтобы больному ничто не затрудняло дыхание, следует снять шарф, галстук, расстегнуть пуговицы и прочее.
2. Убрать аллергены. В случае возникновения отёка из-за аллергии следует оградить себя от воздействия аллергенов в дальнейшем.

Все остальные мероприятия по оказанию первой помощи проводятся специалистом, поэтому следует дождаться приезда скорой помощи и поддерживать стабильное состояние больного.
Независимо от того, почему начал развиваться отёк гортани, важно выявить его как можно скорее и предпринять соответствующие меры, в противном случае последствия могут быть печальными.

## Отёк гортани у животных
Различают воспалительный, застойный и токсический отёк гортани. Воспалительный отёк развивается весьма быстро, что может привести к резкому сужению голосовой щели и вытекающей из этого асфиксии. У больных животных резко ухудшается общее состояние, внезапно появляются инспираторная одышка, свистящее дыхание, повышается чувствительность в области гортани. Больные выглядят испуганными, стоят, расставив конечности в стороны. Дышат через широко открытые ноздри или через рот. Видимые слизистые оболочки цианотичны, стремительно нарастает сердечная недостаточность, кожа покрыта потом, температура тела повышается. Отёк гортани часто заканчивается смертельным исходом в течение 1—2 часов после появления первых симптомов. Заболевание следует отличать от фибринозного ларингита и инфекционных процессов иной этиологии (сибирская язва, бешенство у собак и т. д.).